# 緑町 (室蘭市)
緑町（みどりちょう）は北海道室蘭市の町。住居表示実施済み。郵便番号は051-0021。かつて同名の字が存在した。

## 地理
室蘭市の南西部に位置し、西から北に小橋内町、北東に築地町、東に海岸町、南に西小路町、南西に清水町と接する。

## 地域の特徴
室蘭市の都市計画マスタープランでは蘭西地域に属する。
測量山の谷あいにある住宅地で、南西縁を北海道道844号祝津西小路中央線が、東縁近くを北海道道699号室蘭港線が走る。道道室蘭港線から分岐する形で室蘭市道室蘭中央通線が南東縁を通る。
町の中央付近に緑町会館がある。

## 歴史
元はトキカラモイと呼ばれ、アイヌ民族の漁民2戸8人が住んでいた入江であった。1872年（明治5年）ここに木造桟橋が築かれ、ここを起点に札幌と函館を結ぶ札幌本道（室蘭 - 森間は航路）が開削された。トキカラモイには木造桟橋の他、灯台も設置されていた。
1969年（昭和44年）、常盤小学校が栄町から緑町に移転、2006年（平成18年）には創立130周年記念祝賀会も催されたが、2011年（平成23年）3月31日に閉校した。

### 地名の由来
開拓使が杉などの植林を行い、緑が多かったことによる。

### 沿革
- 1922年（大正11年）4月1日 - 字名改正により札幌通（大字）の一部が緑町（字）となる[7][9]。
- 1922年（大正11年）8月1日 - 市制施行により室蘭区緑町は室蘭市緑町となる[10]。
- 1966年（昭和41年）7月1日 - 緑町新設[7][11]。

### 町名の変遷
| 実施内容          | 実施年月日               | 実施後     | 実施前                                                              |
| ----------------- | ------------------------ | ---------- | ------------------------------------------------------------------- |
| 字名改正          | 1922年（大正11年）4月1日 | 緑町（字） | 札幌通（大字）の小字、 トツカリサワ，トツカリモイ，山ノ上，ヲシクネ |
| 町名新設 住居表示 | 1966年（昭和41年）7月1日 | 緑町       | 緑町（字），海岸町（字）の各一部                                    |

## 世帯数と人口
2023年（令和5年）12月31日現在（室蘭市発表）の世帯数と人口は以下の通りである。
| 町   | 世帯数  | 人口  |
| ---- | ------- | ----- |
| 緑町 | 156世帯 | 238人 |

### 人口の変遷
国勢調査による人口の推移。
| 1995年（平成7年）  | 529人 | [ 12 ] |  |
| 2000年（平成12年） | 488人 | [ 13 ] |  |
| 2005年（平成17年） | 416人 | [ 14 ] |  |
| 2010年（平成22年） | 346人 | [ 15 ] |  |
| 2015年（平成27年） | 288人 | [ 16 ] |  |
| 2020年（令和2年）  | 252人 | [ 17 ] |  |

### 世帯数の変遷
国勢調査による世帯数の推移。
| 1995年（平成7年）  | 238世帯 | [ 12 ] |  |
| 2000年（平成12年） | 231世帯 | [ 13 ] |  |
| 2005年（平成17年） | 212世帯 | [ 14 ] |  |
| 2010年（平成22年） | 188世帯 | [ 15 ] |  |
| 2015年（平成27年） | 169世帯 | [ 16 ] |  |
| 2020年（令和2年）  | 149世帯 | [ 17 ] |  |

## 学区
市立小・中学校に通う場合、学区は以下の通りとなる。
| 町   | 街区 | 小学校               | 中学校               |
| ---- | ---- | -------------------- | -------------------- |
| 緑町 | 全域 | 室蘭市立みなと小学校 | 室蘭市立室蘭西中学校 |

## 交通

### バス
道南バスが道道室蘭港線沿いに路線バスを運行する。

### 道路
- 北海道道699号室蘭港線
- 北海道道844号祝津西小路中央線

## 施設

### 公共施設
- 緑町会館